# Sphingicampa hoegei
Sphingicampa hoegei är en fjärilsart som beskrevs av Druce 1886. Sphingicampa hoegei ingår i släktet Sphingicampa och familjen påfågelsspinnare. Inga underarter finns listade i Catalogue of Life.